# Morón de la Frontera
Morón de la Frontera é um município da Espanha na província de Sevilha, comunidade autónoma da Andaluzia, de área 432 km² com população de 28165 habitantes (2007) e densidade populacional de 64,69 hab/km².

## Demografia
| Variação demográfica do município entre 1991 e 2004 | Variação demográfica do município entre 1991 e 2004 | Variação demográfica do município entre 1991 e 2004 | Variação demográfica do município entre 1991 e 2004 |
| --------------------------------------------------- | --------------------------------------------------- | --------------------------------------------------- | --------------------------------------------------- |
| 1991                                                | 1996                                                | 2001                                                | 2004                                                |
| 27207                                               | 28303                                               | 27710                                               | 27942                                               |